# 吉田安里
吉田 安里（よしだ あり 1983年7月12日 -）は、日本の元女子バレーボール選手で現在はファッションモデル。ビーナチュラル所属。現在はARIとして活動をしている。

## 略歴・来歴
兵庫県三木市出身。須磨ノ浦女子高等学校を経て久光製薬スプリングスに入団。2006年2月11日のJT戦を最後に現役を引退した。引退後、大阪のモデル事務所で活動していたが、2009年よりビーナチュラルに所属。生年月日が河村めぐみと同じ。

## 雑誌
- 新美容
- GINZA
- Rich magazine
- RESTIR

## ショー
- 大阪ライフスタイルコレクション
- 神戸コレクション(プリュス)
- Matohu
- SATORU MATSUDA
- フェラガモ

## CM
- ノーリツ「エコ*リラ*キレイ」